# Церковь Андрея Первозванного в доме адмирала Головина
Церковь во имя апостола Андрея Первозванного находилась в частном доме «в 53 покоя», который архитектор Н. Ф. Гербель выстроил в начале XVIII века вблизи Зимней канавки для одного из сподвижников Петра I, адмирала Ивана Михайловича Головина (1680–1737).
Сын И. М. Головина, Александр Иванович Головин, также стал командиром галерного флота, и (15 [26] мая 1757 года был произведён в адмиралы. В том же году он, взяв некоторое имущество внутренней церкви Адмиралтейства, оборудовал у себя на дому для своей матери, Марии Богдановны, домовую церковь, которая 16 [27] марта 1757 года была освящена в честь апостола Андрея Первозванного.
Весной 1762 года церковь временно закрывалась. В 1766 году адмирал А. И. Головин скончался. Его вдова переехала в Москву, и церковь упразднили. О последующей судьбе имущества этого домового храма — как некогда взятого адмиралом Головиным из церкви Адмиралтейства, так и вновь приобретённого — источники не говорят. 
Дочь А. И. Головина, Екатерина Александровна, владела адмиральским домом у Зимней канавки до 1769 года, в том числе и после выхода замуж за обер-егермейстера князя Николая Михайловича Голицына. После её смерти некоторое время домом владел овдовевший князь, и до 1792 года их сын, знаменитый мот Александр Николаевич Голицын (1769–1817).
Само здание, в котором в 1757–1766 годах находилась домовая церковь адмирала Головина во имя апостола Андрея Первозванного, было в 1913 году перестроено в стиле модерн по проекту архитектора И. А. Претро.